# Кайдановер, Шмуэль
Рабби Аарон-Шмуэль Кайдановер (1624, Койданов — 1676) — раввин и автор книг по Галахе и Талмуду.

## Биография
Родился в 1624 году в городе Койданов (ныне Дзержинск), недалеко от Минска. При рождении получил имя Аарон, однако в детстве тяжело заболел и был при смерти, поэтому отец добавил ему второе имя — Шмуэль (согласно еврейской традиции, смена имени способна изменить судьбу человека). Койдановер — на идише означает из Койданова, койдановский. В юности учился в краковской йешиве, у рабби Йеошуа-Эшеля Харифа и рабби Яакова из Люблина. Также он учился у рабби Моше Лимы, автора книги «Хэлкат Мэхокек».
Во время восстания Хмельницкого был вынужден бежать с семьей, однако погромы настигли и его — две его дочери были убиты, а сам он остался ни с чем, да еще и инвалидом на обе ноги. Единственный его сын, который остался в живых — это рабби Цви-Гирш Кайдановер, автор книги «Кав Аяшар».
Служил раввином в моравском городе Микулов (Никольсбург), затем — в Глогуве (Силезия) и в Фюрте (Бавария), а также в Бресте, Франкфурте-на-Майне и в Кракове.
Будучи в Кракове, поехал на «Ваад (совет) Четырех Стран», проходивший в Хмельнике, в котором принимали участие все раввины региона. Во время этого совета умер, и там находится место его захоронения.
Имена «Маршак» и «Магаршак» являются сокращениями (ивр. מהרש"ק‎), означающими  «наш учитель раввин Шмуэль Кайдановер» (на иврите «морэйну hа-рав Шмуэль Кайдановер» или «морэйну рабби Шмуэль Кайдановер»); также они могут относиться к ребе Шломо Клугеру.

## Вклад рабби Шмуэля
Рабби Шмуэль славился своей учёностью, и стиль его книг, где в краткий текст было вложено много смысла, пользовался большим уважением среди мудрецов его времени, которые подчеркивали его обширные познания в Галахе и умение кратко и точно излагать свои рассуждения.
Его комментарии к Талмуду вошли в современные[когда?] издания Талмуда.

## Сочинения
Во время восстания Хмельницкого имущество рабби Шмуэля было разграбленно и часть его рукописей уничтожена. Вот список сохранившихся и изданных его книг:
- Тиферет Шмуэль — пояснения к комментариям Талмуда Роша и Маарша, впервые издана во Франкфурте-на-Майне, с тех пор входит во все[источник не указан 2418 дней] издания Талмуда.
- Респонсы «Эмунат Шмуэль» — впервые издана во Франкфурте-на-Майне в 1683 году.
- Биркат Азевах — комментарий к разделу Талмуда Кодшим, впервые издана в Амстердаме.
- Биркат Шмуэль — комментарии к Торе, впервые издана во Франкфурте-на-Майне.